# Little Waltham
Little Waltham – wieś w Anglii, w hrabstwie Essex, w dystrykcie Chelmsford. Leży 8 km na północ od miasta Chelmsford i 54 km na północny wschód od Londynu. Miejscowość liczy 1,278 mieszkańców.